# Яблонська Тетяна Нилівна
Тетя́на Ни́лівна Ябло́нська (11 (24) лютого 1917, Смоленськ, Російська імперія — 17 червня 2005, Київ, Україна) — радянська та українська художниця-живописець, професор (1967), академік Академії мистецтв СРСР (1975), Народна художниця СРСР (1982), дійсний член (академік) Академії мистецтв України (1997—2005), лавреатка Державних премій СРСР (1949, 1951, 1979) та Національної премії України імені Тараса Шевченка (1998), Героїня України (2001), депутат Верховної Ради УРСР 3–4-го скликань.

## Життєпис
Народилася 24 лютого 1917 року в родині викладачів у Смоленську, Російська імперія. Мати викладала французьку, батько — словесність, також був художником-графіком. Тетяна з сестрою Оленою та братом Дмитром вчилися малюванню в родині, щороку влаштовувався домашній художній конкурс.
У 1928 році родина переїхала в Одесу, у 1930 році — у Кам'янець-Подільський, де Тетяна в 1933 році закінчила сім класів неповної середньої школи № 5. Після невдалої спроби емігрувати з СРСР переїжджають до Луганська. Звідти Тетяна їде до Києва, де вступає до Київського художнього технікуму. Після ліквідації технікуму, в 1935—1941 роках навчалася на факультеті живопису Київського державного художнього інституту (нині Національна академія образотворчого мистецтва і архітектури), в майстерні професора Федора Кричевського. Інститут закінчила за фахом «художник-живописець». Під час німецько-радянської війни перебувала у евакуації в Саратовській області РРФСР, де працювала у колгоспі, була робітницею одного із саратовських підприємств.
В шлюбі з Сергієм Отрощенком народила доньок Ольгу та Олену (в шлюбі Бейсембінова). В шлюбі з Арменом Атаяном народила доньку Гаяне. Всі три доньки Тетяни Яблонської стали художницями.

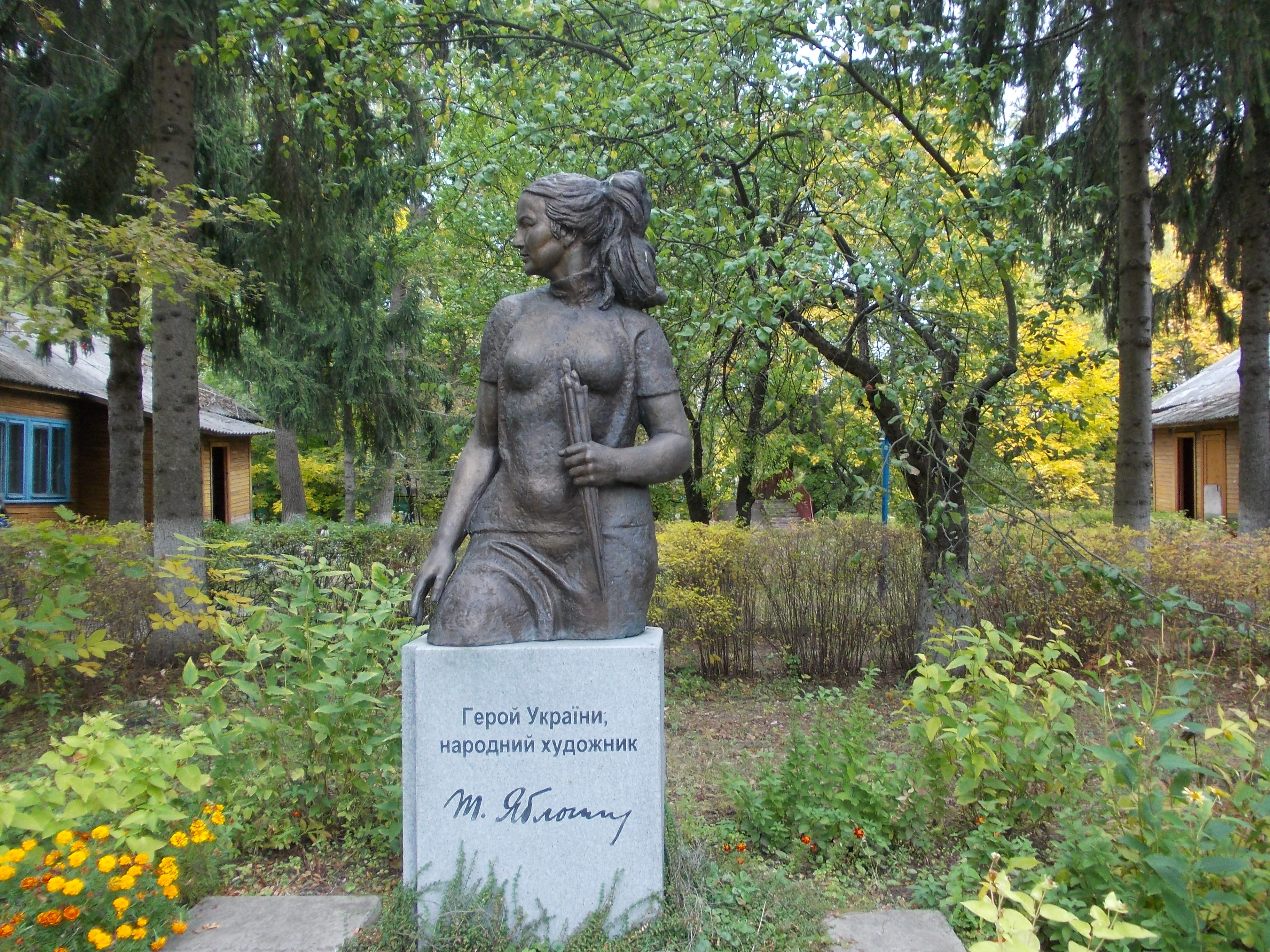
Пам'ятник Тетяні Яблонській у Седневі

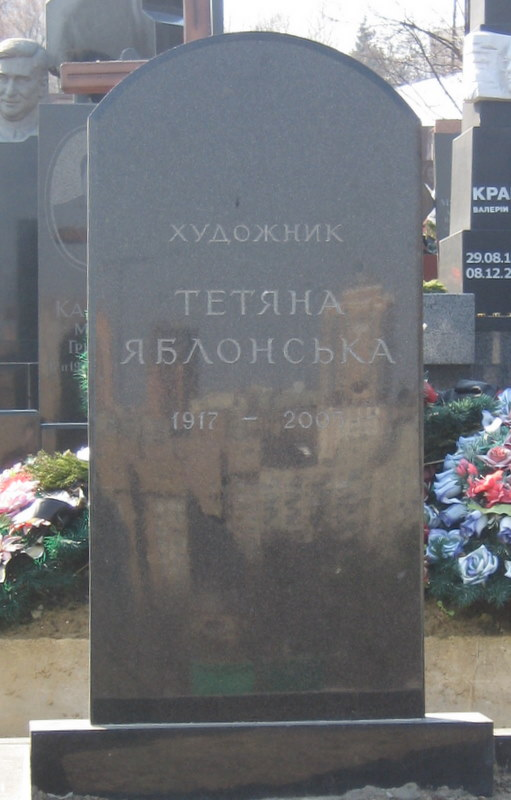
Надгробок Тетяни Яблонської на Байковому кладовищі в Києві

## Діяльність
У 1944—1952 роках Тетяна Яблонська — викладачка рисунку, живопису та композиції, доцентка Київського державного художнього інституту. член Спілки радянських художників України з 1944 року. В 1949 році обрана заступницею голови правління Спілки радянських художників України. член КПРС з 1952 року.
Влітку 1948 року, будучи викладачка інституту, повезла на практику своїх студентів у село Летаву Чемеровецького району Кам'янець-Подільської області, що здивував усю країну врожаями зернових та буряка і був відзначений нагородами. У цьому повоєнному селі з 765 працездатних 717 були жінками. Яблонська зробила в Летаві чимало замальовок, з яких у 1949 році написала чотириметрову картину «Хліб». Тетяна Яблонська завжди з вдячністю листувалися з летавчанками, у 1970 організувала персональну виставку в Кам'янець-Подільську, а у 1973 році спеціально приїжджала до Летави на зустріч із селянками.
У 1965—1966 — головна спеціалістка сектору інтер'єру Київського зонального науково-дослідного інституту експериментального проектування (КиївЗНДІЕП).
У 1966—1967 роках — викладачка, у 1967—1973 — професорка, у 1966—1968 — завідувачка кафедри композиції, керівниця майстерні монументального живопису Київського державного художнього інституту.
У 1956—1962 — член правління Спілки художників України, з 1963 — член правління Спілки художників СРСР.
У 1960-х цікавилася народним мистецтвом, їздила по селах, особисто познайомилася з Марією Примаченко.
Слава і офіційне визнання не позначилися на творчій натурі Яблонської. Численні державні нагороди, депутатство у Верховній Раді УРСР, участь у керівних органах творчих спілок України та СРСР не затьмарили найбільшого щастя — творчості.
У післявоєнні роки Яблонська належала до нечисленної групи друзів, які не боялися відвідувати свого вчителя Федора Кричевського в Ірпені.
Понад те, Яблонська мала сміливість іти всупереч лінії партії. В 1968 році на з'їзді художників України вона різко розкритикувала «опіку» мистецтва партійними органами. Після з'їзду її картину «Життя триває» зняли з виставки «за ідеологічно невірний підхід», а саму Яблонську чекала жорстка розмова з секретарем ЦК з пропаганди А. Д. Скабою. Після відвертих погроз Яблонську зняли з усіх посад. Через кілька місяців «за розрив з творчою інтелігенцією» зняли і самого Скабу, а Яблонську відновили в колишньому статусі.
Практично весь тираж альбому Яблонської в народному стилі з віршами Івана Драча був знищений «за націоналізм».
У 1995 році мисткиня представила серію робіт «Вікна».
У 1999 році, внаслідок інфаркту, в Яблонської відмовила права рука, і вона навчилася малювати лівою. Відмовилась від олійних фарб, перейшла на пастелі. Картини, створені після хвороби, жартома приписувала до «творчого періоду „постінфарктизму“». Кілька робіт цього періоду віддала для благодійної виставки-продажу для допомоги відділенню дитячої онкології клініки «Охматдит».
Померла 17 червня 2005 року в Києві, похована на Центральній алеї Байкового кладовища (ділянка № 52а).
|                                                                    |  |  |
| Ювілейна монета НБУ номіналом 2 грн., присвячена Тетяні Яблонській |  |  |

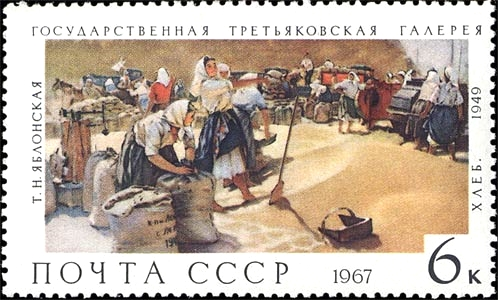
Поштова марка, 1967: картина Хліб (Яблонська), 1949

Творчу діяльність Яблонська починала в руслі соціалістичного реалізму, переважно в сюжетних композиціях. Розробляла теми активного руху, праці, спорту. Чимало робіт, проте, сповнені ліризмом: в темах материнства, тонкий психологізмом портретів, автопортретів. Яблонська розвивала й змінювала свою художню манеру усе своє довге й плідне творче життя. Зокрема, багато її творів імпресіоністські (наскільки це було можливо у межах офіційно затвердженого соцреалізму).

Велику популярність і офіційне визнання здобула тематична картина «Хліб» (1949).
Відомі твори:
| - «Перед стартом» (1944) - «Автопортрет» (1944) - «Хліб» (1949) - «Весна» (1950) - «У парку» (1950) - «Ранок» (1954) | - «Над Дніпром» (1954) - «На будові» (1957) - «Наречена» (1966) - «Колиска» (1968) - «Життя йде» (1971) | - «Вечір. Стара Флоренція» (1973) - «Італійський краєвид» (1977) - «Венеція. Гранд Канал» (1977) - «Стара яблуня» (1986) - «Липовий мед» (1993) |

Меморіальна дошка на честь Тетяни Яблонської у Києві на будинку № 14 (провулок Івана Мар'яненка), де вона жила і творила

У 1960-х Яблонська звернулася до джерел народного мистецтва, шукаючи в мистецьких традиціях ритміки форм і кольорів. Це дало її мистецтву нову формотворчу живучість, зокрема в таких творах:
- «На ярмарку в Солотвині» (1960)
- «Весілля» (1963)
- «Разом з батьком» (1962)
- «Травень» (1965)
- «Літо» (1967) та ін.

У багатьох творах вона наблизилася до руху нового українського мистецтва — бойчукізму, що прагнув гармонійно поєднати традиції з модерними напрямами сучасності.
Член-кореспондент Академії мистецтв СРСР (з 1953 року), дійсний член Академії мистецтв СРСР (з 1975 року), учасниця міжнародних виставок радянського мистецтва. Дійсний член (академік) Академії мистецтв України (1997 — 2005)
Картина «Хліб» зберігається в Третьяковській галереї (Москва) як зразковий твір «соціалістичного реалізму».

Яблонська Т. Н. Голубе місто, 1987.

Окремі її картини виконано у стилі імпресіонізму, зокрема картина «Голубе місто» (1987). Життєрадісними та оптимістичними  є її картини  часів незалежної України в 1990-их роках, зокрема картина  «Весна».

Яблонська Т.Н. Весна

Яблонська зобразила стару хату Чендеїв.

Портрет Віктора Романщака (1978).

## Відзнаки[12]
- 1949 р. — Сталінська премія (за картину «Хліб»).
- 1951 р. — Сталінська премія (за картину «Весна»).
- 1951 р. — орден Трудового Червоного Прапора.
- 1958 р. — бронзова медаль Всесвітньої виставки у Брюсселі (за картину «Хліб»).
- 1960 р. — Народний художник УРСР.
- 1974 р. — медаль Академії мистецтв СРСР (за картину «Вечір. Стара Флоренція»).
- 1975 р. — дійсний член Академії мистецтв СРСР.
- 1977 р. — орден Дружби народів.
- 1979 р. — Державна премія СРСР (за картину «Льон»).
- 1982 р. — Народний художник СРСР.
- 1987 р. — медаль Академії мистецтв СРСР (за серію портретів).
- 1994 р. — орден «За заслуги» ІІІ ступеня (за визначні творчі здобутки в образотворчому мистецтві, багаторічну педагогічну і громадську діяльність).
- 1997 р. — Академік Академії мистецтв України.
- 1997 р. — «Художник року» (ЮНЕСКО).
- 1997 р. — орден «За заслуги» II ступеня (за вагомий особистий внесок в економічний, науково-технічний і соціально-культурний розвиток України та з нагоди Міжнародного жіночого дня 8 Березня).
- 1998 р. — Державна премія України імені Т. Г. Шевченка (за роботи останніх років).
- 2000 р.  — «Жінка року» (Міжнародний біографічний центр, Кембридж).
- 2001 р. — звання Герой України з врученням ордену Держави.
- 2001 р. — Почесна громадянка Києва.
- 2004 р. — Золота медаль Академії мистецтв України (за значні творчі досягнення).

## Пам'ять
- У 2006 на честь Тетяни Яблонської названа одна з вулиць Києва у Солом'янському районі.

- 29 травня 2006 році Седневі, біля Будинку творчости НСХУ, встановлено пам'ятник художниці. Автор — Василь Бородай, архітектор — Володимир Скульський.[13][14] Пам'ятник створено на основі скульптурного портрету Яблонської роботи В. Бородая 1974 року. Зберігається в Третьяковській галереї.[15]
- 21 лютого 2017 року Національним банком України введено в обіг ювілейну монету номіналом 2 гривні, присвячену Тетяні Яблонській.
- 24 лютого 2017 року у Києві на фасаді будинку (провулок Івана Мар'яненка № 14), де у 1960—2005 роках жила мисткиня, їй відкрито меморіальну дошку. Автор — Іван Мельничук[16]. На відкритті була присутня дочка мисткині, українська художниця Гаяне Атаян[9].
- 24 лютого 2017 року Укрпошта випустила марку «Тетяна Яблонська. Льон. 1977» (номер за каталогом № 1553) у серії «Славетні жінки України». Дизайн марки  розробила Світлана Бондар. Номінал марки — 5,40 грн.; формат марки та купона — 40,5×30 мм; кількість марок в аркуші — 8 + купон; формат маркового аркуша — 150×128 мм; тираж марки — 160 000 примірників. На купоні портрет Тетяни Яблонської та написи: «Тетяна Яблонська», «100 років від дня народження». На полях маркового аркуша написи: «Славетні жінки України», «Українська художниця», «Тетяна Яблонська. 1917—2005», «Народна художниця України, академік Академії мистецтв України, професор, лауреатка трьох Державних премій СРСР та Національної премії України імені Тараса Шевченка в галузі образотворчого мистецтва, Героїня України».[17]
- 26 липня 2024 року вулицю 8 Березня у Великій Коренисі в Миколаєві перейменовано на вулицю Тетяни Яблонської[18].

## Видання
- «Т. Н. Яблонская» (Москва, 1959).
- «Т. Н. Яблонська. Каталог» (Київ, 1960).
- «Татьяна Ниловна Яблонская. Альбом репродукций» (Київ, 1960).
- «Т.Яблонская» (Москва, 1968)
- «Т. Н. Яблонская. Жизнь. Альбом» (Москва, 1973).
- «Татьяна Яблонская. (Мастера советского искусства)» (Москва, 1980).
- «Тетяна Нилівна Яблонська. Каталог» (Київ, 1987).
- «Татьяна Яблонская. Каталог» (Москва, 1989).
- «Тетяна Яблонська. Альбом» (Київ, 1991).
- «Тетяна Яблонська. Каталог» (Київ, 1997).
- «Тетяна Яблонська в колекції Запорізького художнього музею» (Київ, 2016)[19]